# Perlon Records
Perlon Records est un label musical allemand de musique électronique, fondé en 1997 à Francfort-sur-le-Main et aujourd'hui basé à Berlin, créé par Zip, un disk jockey, et Markus Nicolai. Le label sort principalement des morceaux de microhouse et de techno, et n'accepte pas les démos. Parmi les artistes édités par le label figurent notamment Ricardo Villalobos, Thomas Melchior, Margaret Dygas, Baby Ford, Stefan Goldmann, Luciano, Matt John, Dandy Jack, Akufen, Pantytec, Binh, San Proper. À l'exception de quelques compilations, Perlon ne distribue que sous le format vinyle, jamais en digital. Il est commercialisé par Wordandsound à Hambourg. Les visuels du label, conçus par Chris Rehberger du studio Double Standard, sont aisément reconnaissables par leurs couleurs vives et leur utilisation de grands caractères typographiques,.
Depuis l'ouverture du club Berghain à Berlin en 2004, Perlon organise dans le Panorama Bar les soirées « Get Perlonized » animées exclusivement par des DJ édités par le label,.

## Historique
Zip et Nikolai avaient joué ensemble à la fin des années 1980 dans le groupe d'EBM Bigod 20, édité par le label Sire aux États-Unis. Lors d'une tournée, ils reçurent une démo adressée à Sire de BFORD 9 par Baby Ford, qui leur plut et leur donna envie d'essayer de nouvelles choses. De retour à Francfort, ils commencèrent à produire de la musique électronique : Zip un album d'ambient sous le pseudo Seven, Nikolai un projet audiovisuel titré Pile. Ce dernier était signé chez Sony, et Nikolai invita Zip à le rejoindre. Mais après quelques singles et un album, leurs relations avec le label s'étiolèrent et le duo décida de lancer son propre label : ce sera Perlon, qui devait être initialement le titre de leur second album. Chris Rehberger rejoignit le label dès ses débuts pour créer son identité graphique.